# Raismes
 Raismes  es una comuna y población de Francia, en la región de Norte-Paso de Calais, departamento de Norte, en el distrito de Valenciennes y cantón de Saint-Amand-les-Eaux-Rive droite.
Está integrada en la Communauté d'agglomération de la Porte du Hainaut.

## Demografía
| abs. | 1 959 | 1 677 | 1 855 | 3 010 | 2 508 | 3 618 | 3 678 | 4 107 | 4 305 | 4 450 | 4 519 | 4 702 | 4 896 | 5 559 | 6 436 | 6 634 | 7 871 | 7 552 | 8 734 | 8 410 | 12 165 | 12 866 | 12 133 | 12 203 | 14 577 | 18 737 | 18 357 | 16 573 | 15 606 | 14 099 | 13 699 | 13 145 |
| Para los censos de 1962 a 1999 la población legal corresponde a la población sin duplicidades (Fuente: INSEE [Consultar]) |       |       |       |       |       |       |       |       |       |       |       |       |       |       |       |       |       |       |       |       |        |        |        |        |        |        |        |        |        |        |        |        |

Forma parte de la aglomeración urbana de Valenciennes.